# Khalid Sabeel
Khalid Sabeel Ibrahim Ahmed Lashkari (tiếng Ả Rập: خالد سبيل إبراهيم أحمد لشكري; sinh ngày 22 tháng 6 năm 1987 ở Abu Dhabi, Các Tiểu vương quốc Ả Rập Thống nhất) là một cầu thủ bóng đá người Các Tiểu vương quốc Ả Rập Thống nhất, thi đấu cho Al Wasl ở UAE Football League. Anh được triệu tập vào Đội tuyển bóng đá quốc gia Các Tiểu vương quốc Ả Rập Thống nhất tại Cúp bóng đá châu Á 2011 ở vị trí hậu vệ.